# (33289) 1998 KP5
1998 KP5 (asteroide 33289) é um asteroide da cintura principal. Possui uma excentricidade de 0.18462850 e uma inclinação de 15.59806º.
Este asteroide foi descoberto no dia 18 de maio de 1998 por Spacewatch em Kitt Peak.